# 外高䲁
外高䲁（學名：Hypsoblennius exstochilus），為輻鰭魚綱鳚形目䲁科高䲁屬的一種，分布於中西大西洋巴哈馬及古巴海域，深度1至10公尺，本魚體延長形，稍側扁，頭鈍短，頭頂無冠膜，眼上有觸鬚，唇後端有一細長的肉瓣，牙齒尖端鈍而扁平，單排，不能移動，兩側頜骨上均無犬齒，鰓孔因鰓蓋膜與喉部融合而限制在身體兩側，體淡黃色，一條深褐色的條紋從眼睛向下延伸到身體下部，頭部的前部和側面有大量白色斑點，背部上方和前部有白色斑點，第2背鰭中心有一個黑點，背鰭硬棘11-12枚、背鰭軟條13-15枚、臀鰭硬棘2枚，臀鰭軟條15-16枚，體長可達5公分，棲息在沿海岩石區，雌魚產附著性卵，雄魚有護卵行為，生活習性不明。